# Der wunderliche Spielmann
Der wunderliche Spielmann ist ein Märchen (ATU 38, 151). Es steht in den Kinder- und Hausmärchen der Brüder Grimm an Stelle 8 (KHM 8).

## Inhalt
Ein Geiger wandert durch den Wald. Aus Langeweile will er einen Freund herbeigeigen. Doch den Wolf, der kommt, um von ihm Spielen zu lernen, will er nicht. Er lässt ihn die Pfoten in einen hohlen Baum legen und beschwert sie mit einem Stein. Er lässt ihn warten und geht weiter. Ähnlich geht es einem Fuchs, dem er die Pfoten an zwei Haselnussstrauchkronen bindet, und einem Häschen, das er mit einer Schnur um den Hals um eine Espe hüpfen lässt, bis es festsitzt. Der Wolf kommt los und befreit die anderen. Sie wollen den Spielmann zerreißen. Doch der hat inzwischen einen Holzhacker gefunden, der bezaubert zuhört und ihn mit der Axt vor den Tieren in Schutz nimmt. Einen Menschen hatte der Spielmann gesucht. Er spielt erneut zum Dank und geht weiter.

## Herkunft

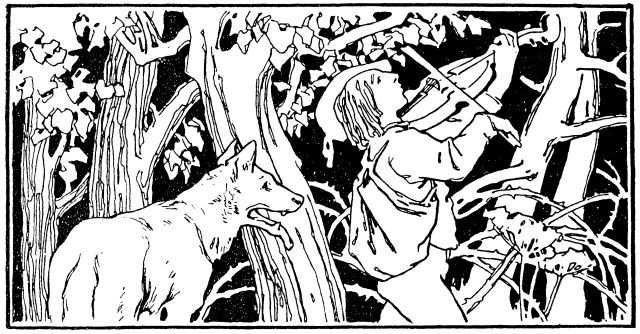
Illustration von Otto Ubbelohde, 1909

Das Märchen steht in Grimms Kinder- und Hausmärchen ab 2. Auflage von 1819 an Stelle 8 (anstelle Die Hand mit dem Messer aus der 1. Auflage). Ihre Anmerkung notiert „Aus Lorsch bei Worms“, vergleicht Orpheus und „ein ähnliches Märchen bei den Sachsen in Siebenbürgen, wie Haltrich Nr. 50 bemerkt.“ Das grundlos grausame Verhalten des Spielmanns erklären sie mit Unvollständigkeit der Überlieferung.
Zum Einklemmen unholder Wesen vgl. KHM 4, 20, 91, 99, 114, 161, 196. Hans-Jörg Uther nennt das mittelalterliche Tierepos Roman de Renart als frühes Beispiel für Selbstschädigung eines Tieres durch List eines anderen (Eid aufs Eisen). Vgl. Die Wünschdinger in Ludwig Bechsteins Neues deutsches Märchenbuch.

## Interpretation
Auffallend sind die Beschreibung, dass er hin und her dachte, bis „für seine Gedanken nichts mehr übrig war“, die Verniedlichungsformen „Füchslein“, „Häschen“ (vgl. KHM 126: „Riesechen, Vögelchen“), und das Quälen der Tiere. Der Wald wird in Märchen oft als Unbewusstes voll urtümlicher Triebregungen gedeutet, nach denen der Spielmann aber hier kein „Verlangen“ trägt.
Für Rudolf Meyer bedeutet das Märchen, wie der Mensch innere Schätze heben muss, um sein Urbild einzufangen.
Eugen Drewermann deutet den Spielmann, der Tiere anlockt, nur um sie von sich wegzuschicken, als Versuch, seine ursprünglichen Triebregungen zu verleugnen, vielleicht um menschlicher zu werden. Dies führt zu einer Abstraktion von Gefühl und Empfinden, was den Riss zwischen Kunst und Leben vertieft und ihn unlebendiger macht.
Anne Sexton machte daraus ein Gedicht in Transformations, 1971.
Die Interpretation von Timothy James Lambert legt nahe, dass die verschiedenen Fallen und Folterungen, die der Musiker den Tieren zufügt, symbolische Darstellungen der Bestandteile und Eigenschaften einer Geige sind. Der hohle Baumstamm stellt den Resonanzkörper dar, die Spannung in den Haselsträuchern stellt die Spannung in den Saiten dar und der um den Baum laufende Hase mit einer Schnur um den Hals symbolisiert das Aufwickeln der Saiten um einen Wirbel.